# Prémery
Prémery település Franciaországban, Nièvre megyében. Lakosainak száma 1782 fő (2022. január 1.). Prémery Giry, Sichamps, Nolay, Beaumont-la-Ferrière, Dompierre-sur-Nièvre, Lurcy-le-Bourg és Oulon községekkel határos.

## Népesség
A település népességének változása:
| Lakosok száma | 1909 | 1868 | 1883 | 1838 | 1823 | 1823 | 1823 | 1830 | 1782 |
|               | 2013 | 2015 | 2016 | 2017 | 2018 | 2019 | 2020 | 2021 | 2022 |